# Wittener FC 92
Der Wittener FC 92 (offiziell: Wittener Fußballclub 1892 e.V.) war ein Sportverein aus Witten. Er gilt als der erste Fußballverein des Ruhrgebiets. Der Deutsche Sportclub für Fußball-Statistiken führt die Wittener als den ersten Fußballverein im heutigen Nordrhein-Westfalen.

## Geschichte

Mannschaftsfoto des Wittener FC 92 in den 1890er-Jahren

### Strukturelle Entwicklung
Der Verein wurde am 1. Juli 1891 von Schülern des Wittener Realgymnasiums gegründet. Angeregt durch vier Brüder, deren Familie enge Verbindungen nach England hatten, wurde zunächst ein Schülerverein gegründet, der vom Schulrektor gefördert wurde. Zunächst konnten nur Mitglieder des gehobenen Bürgertums dem Verein beitreten, die eine höhere Schule besuchten bzw. eine solche abgeschlossen hatten. Zu den Vereinsgründern zählten mehrere spätere Offiziere, Ärzte und Unternehmer. Erst im Jahre 1900 wurde diese elitäre Politik aufgegeben, so dass auch Schüler einfacher Volksschulen Mitglied werden konnten. Dazu kam es allerdings nicht.
Im Jahre 1905 trat der Verein dem Rheinisch-Westfälischen Spielverband bei. Warum der Deutsche Fußball-Bund den 12. April 1892 als Gründungsdatum des Vereins nennt ist nicht nachvollziehbar, da sämtliche Vereinsunterlagen des Wittener FC 92 im Zweiten Weltkrieg vernichtet wurden. Am 10. August 1907 spaltete sich der FC Westfalia Witten ab, aus dem im Jahre 1919 der Verein SuS Witten wurde. Zwischen 1943 und 1945 bildete der Wittener FC 92 zusammen mit SuS Witten und der BSG Mannesmann Witten die Kriegsspielgemeinschaft KSG Witten. Im Jahre 2006 fusionierte der Wittener FC 92 mit dem im Jahre 1930 gegründeten VfB Witten zur SpVgg Witten 92/30. 

### Sportliche Entwicklung
Auch wenn der Verein zu den Pionieren des Fußballs im Ruhrgebiet gilt spielte die Mannschaft in den ersten Jahrzehnten lediglich in unteren Spielklasse. Erst im Jahre 1927 hatten die Wittener die Chance auf den Aufstieg in die seinerzeit erstklassige 1. Bezirksklasse Ruhr. Nach einem 5:4-Sieg über Westfalia Herne erreichte die Mannschaft das Endspiel, welches im neutralen Essen gegen SuS Schalke 96 mit 1:2 nach Verlängerung verloren wurde. Zwischenzeitlich in die Drittklassigkeit abgerutscht gelang 1930 der Wiederaufstieg in die nunmehr zweitklassige 1. Bezirksklasse Ruhr. Nach der Einführung der Gauliga Westfalen wurden die Wittener erneut Drittklassig, stiegen aber schon 1934 wieder in die zweitklassige Bezirksklasse auf. Dort wurde die Mannschaft 1936 Vizemeister hinter Preußen Bochum.
Im Zweikampf mit dem Lokalrivalen SuS Witten hatte der FC 92 bis zum Ende des Zweiten Weltkriegs zumeist die Nase vorn. Dies änderte sich nach Kriegsende, als SuS 1946 den Namen VfL Witten annahm und ein Jahr später zu den Gründungsmitgliedern der erstklassigen Oberliga West gehörte. Der FC 92 witterte Verrat und warf dem VfL vor, die besseren Kontakte zur britischen Besatzungsmacht gehabt zu haben um gute Spieler zu bekommen. Der Wittener FC 92 stieg 1946 in die Kreisklasse ab und kehrte drei Jahre später wieder in die Bezirksklasse zurück. Im Jahre 1951 folgte der erneute Gang in die Kreisklasse. Erst 1962 gelang der Wiederaufstieg unter Trainer Dieter Attern.
In der Bezirksklasse wurden die Wittener 1964 Vizemeister hinter der TSG Sprockhövel. Später stieg der FC 92 wieder in die 1. Kreisklasse ab, die zur dauerhaften sportlichen Heimat des Vereins wurde. 1991 wurden die Wittener Vizemeister hinter dem SV Vorwärts Kornharpen, ehe die Mannschaft im Jahre 2002 in die Kreisliga B absteigen musste. Dort gelang der direkte Wiederaufstieg.

### Nachfolgeverein SpVgg Witten
Die SpVgg Witten wurde in der Saison 2010/11 Vizemeister der Kreisliga B hinter dem Türkischen SV Witten. Im Februar 2015 wurden die beiden sich noch im Spielbetrieb der Kreisliga C befindlichen Herrenmannschaften der SpVgg Witten zurückgezogen. Später wurde auch die SpVgg Witten aufgelöst.